# 息烽站
息烽站，位于中华人民共和国贵州省贵阳市息烽县永靖镇，是川黔铁路和渝贵铁路共用火车站，建于1965年，由中国铁路成都局集团管辖。为了接入渝贵铁路，车站在2013年起开始进行翻建。总建筑面积2.83万平方米，新站候车大厅可容纳旅客600人以上。

## 歷史
- 建于1965年。
- 2013年起进行翻建，2017年完工。

## 外部連結
- 中国铁路客户服务中心 （页面存档备份，存于）